# Tatra K2P

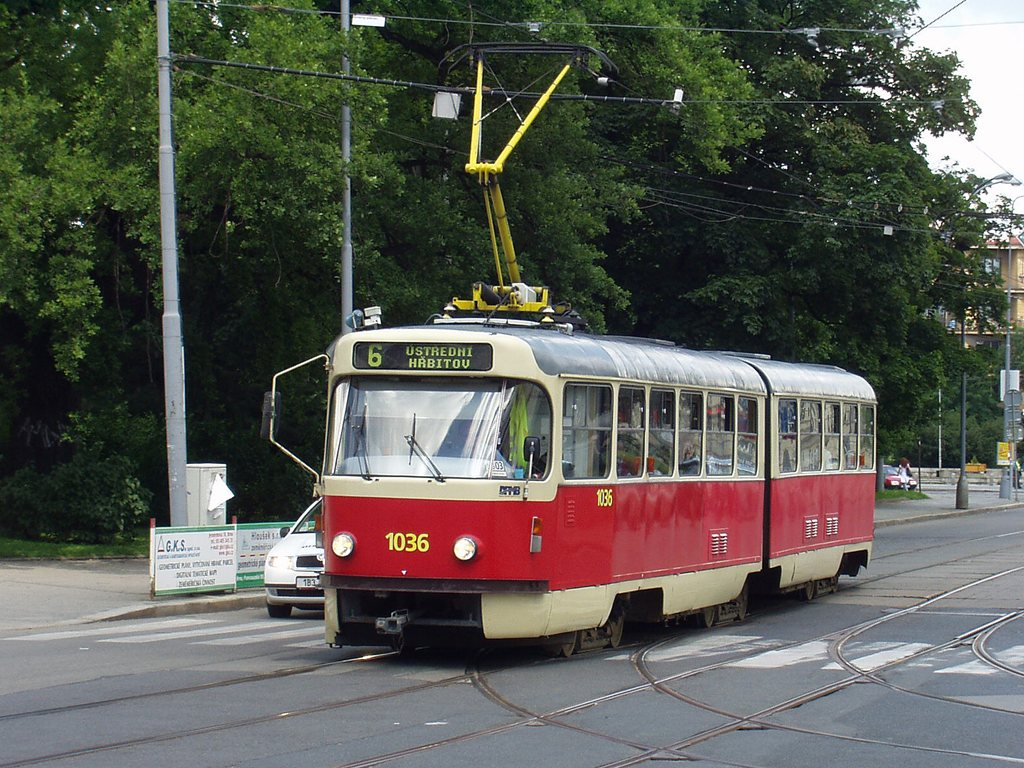
Brneński tramwaj K2P w oryginalnym zunifikowanym malowaniu

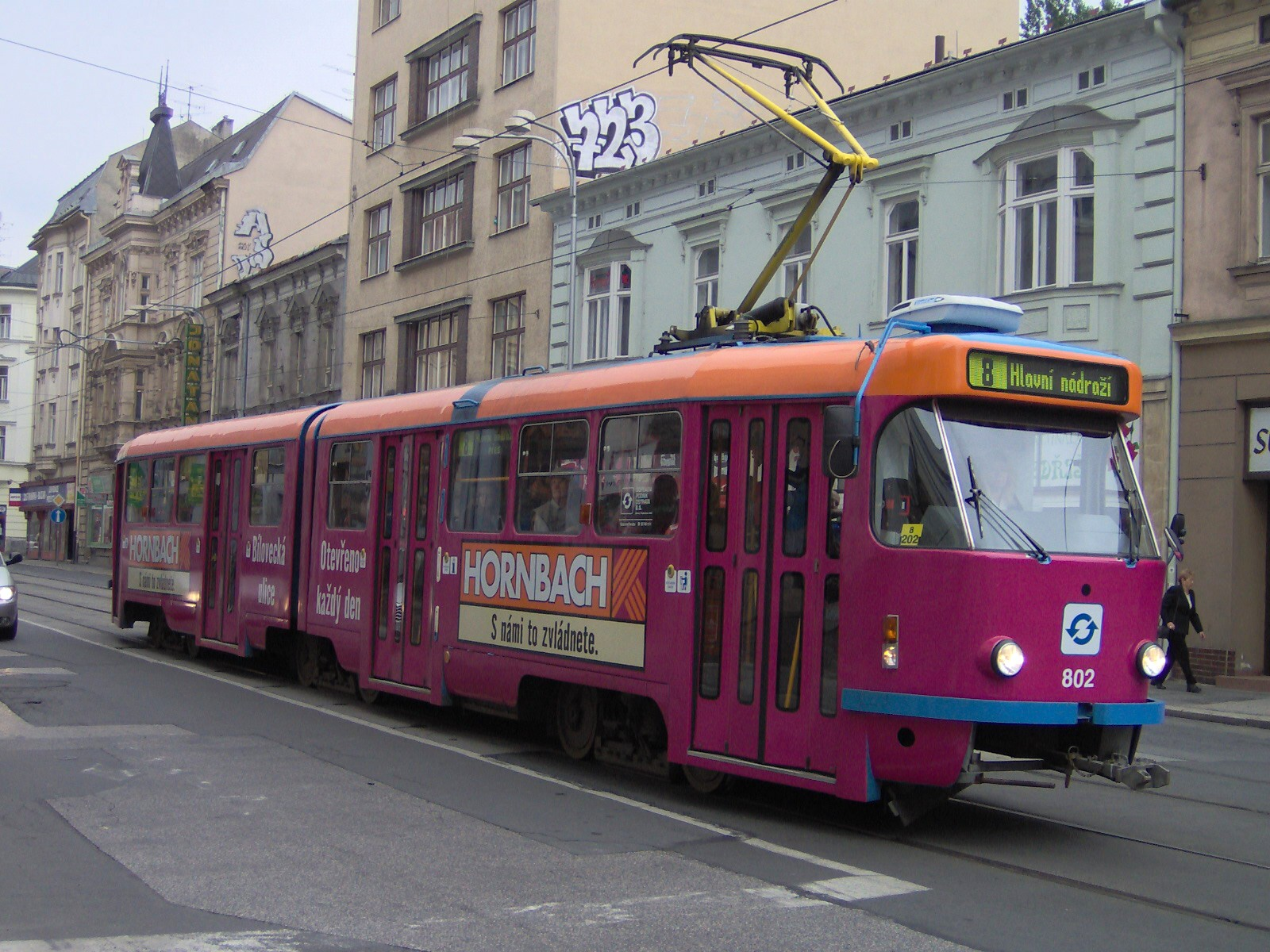
Ostrawski tramwaj K2R.P

Tatra K2P (także Tatra K2R.P) – dwuczłonowy przegubowy tramwaj, który powstał w wyniku modernizacji czechosłowackich tramwajów Tatra K2. Modernizacje miały miejsce w latach 2000–2005, 25 wyremontowanych tramwajów eksploatują Dopravní podnik města Brna (DPmB) i Dopravní podnik Ostrava (DPO).

## Historia
Po kosztownych modernizacjach tramwajów K2 na typy K2R i K2R.03 z czołami o nowym wyglądzie przedsiębiorstwo DPmB przystąpiło (ze względu na ograniczone środki finansowe) do nieco skromniejszych remontów, których głównym celem była wymiana oryginalnego nieenergooszczędnego wyposażenia elektrycznego. Po czterech wozach Tatra K2T z wyposażeniem ČKD TV14, na którego dostawę przedsiębiorstwo komunikacyjne z powodu bankructwa producenta musiało długo czekać, postanowiono zamówić TV Progress od firmy Alstom (dziś Cegelec); tak powstał typ K2P.
Dopravní podnik Ostrava zmodernizował na typ K2R.P dwa swoje tramwaje K2, pozostałe były już wcześniej zmodernizowane na typ Tatra K2G, a ostatni niezmodernizowany egzemplarz miał stać się wozem historycznym, jednakże ze względu na bardzo zły stan pojazdu i konieczność bardzo drogiego remontu został skasowany.

## Modernizacja
W trakcie brneńskiej modernizacji na typ K2P pudło tramwaju kompletnie odnowiono i zabezpieczono przeciw rdzy. Oryginalne ryflowane boki, charakterystyczne dla typu K2, zostały wymienione na równe, na przodzie tramwaju zamontowano wyświetlacz. Wnętrze tramwaju także wyremontowano: oryginalne siedzenia pasażerów częściowo obito tapicerką, wymieniono wykładzinę podłogową, pod oknami zamontowano elektryczne ogrzewanie, zamontowano nowe maszyny drzwiowe i przyciski indywidualnego otwierania drzwi przez pasażera, niektóre wozy otrzymały także nowe drzwi harmonijkowe. Nowością była instalacja akustyczno-wizualnego systemu informacji pasażerskiej. Kabina motorniczego także została wyremontowana: pulpit zmodernizowano, a tramwaj po modernizacji sterowany jest za pomocą ręcznego nastawnika jazdy.
Główną zmianą przy modernizacji było zastąpienie oryginalnego oporowego wyposażenia elektrycznego UA12 nowym tranzystorowym TV Progress na bazie tranzystorów IGBT z rekuperacją energii. Przetwornicę wirową zastąpiono nową, statyczną. Tramwaje otrzymały także pantografy połówkowe (oprócz wozu nr 1119).
Wozy nr 1080 i 1097 różnią się antypoślizgową podłogą i kilkoma innymi detalami.
W ostrawskich tramwajów K2R.P zainstalowano wyposażenie TV Progress, zmodernizowano wnętrze, zamontowano system informacji pasażerskiej.
| Państwo        | Miasto         | Typ            | Lata modernizacji | Liczba |       |
| -------------- | -------------- | -------------- | ----------------- | ------ | ----- |
| Czechy         | Brno           | K2P            | 2000–2002         | 23     | [ 4 ] |
| Czechy         | Ostrawa        | K2R.P          | 2004–2005         | 2      | [ 2 ] |
| Łączna liczba: | Łączna liczba: | Łączna liczba: | Łączna liczba:    | 25     |       |

## Eksploatacja

### Brno
Brneńskie tramwaje zmodernizowano w latach 2000–2002. W 2000 r., podczas remontu tramwajów K2T, zmodernizowano sześć wozów na typ K2P (nr 1023, 1024, 1036, 1042, 1047 i 1119). W następnym roku do eksploatacji włączono kolejnych dziewięć tramwajów (nr 1026, 1031, 1032, 1041, 1046, 1051, 1052, 1062 i 1077), a w 2002 r. następnych sześć (1048, 1085, 1086, 1107, 1116 i 1118).
Jako jedne z ostatnich remont przeszły tramwaje nr 1080 i 1097 (w 2002 r.) w firmie Pars nova w Šumperku.

### Ostrawa
Po modernizacji nowszych ostrawskich tramwajów K2 na typ K2G w drugiej połowie lat 90. XX wieku (nr 805–811), natomiast pozostałe tramwaje K2 (nr 802–804) postanowiono po wycofaniu z eksploatacji przeznaczyć na historyczne. Jednak w 2004 r. tramwaj nr 802 przebudowano na typ K2R.P, a rok później modernizację przeszedł tramwaj nr 803. Ostatnim niezmodernizowanym tramwajem stał się wagon nr 804 (wycofany ze służby liniowej w 2005 r.).